# Pico da Gomeira
O pico da Gomeira é uma elevação da serra da Mantiqueira localizada entre as cidade de Cruzeiro-SP e Passa Quatro-MG, no trecho que antecede a cumeada da serra Fina. Sua elevação é de 2068 metros, com uma distância de aproximadamente 7 km entre a SP 052 e o seu cume.
De elevação mediana comparado aos outros picos ou elevações da Serra da Mantiqueira, como o pico dos Marins, o pico do Itaguaré, a Pedra da Mina, a serra Fina, entre outros, o pico da Gomeira tem sido um importante destino para os praticantes de trekking ou montanhismo. Contudo, nos arredores do cume há uma densa mata fechada, o que torna o caminho demasiadamente arriscado e perigoso para amadores.
Foi palco de combates da Revolução Constitucionalista de 1932, em que a posição fazia parte de uma grande linha de defesa das tropas paulistas contra as tropas federais do governo Getúlio Vargas.